# Ирландско-южноафриканские отношения
Ирландско-южноафриканские отношения — двусторонние дипломатические отношения между Ирландией и Южно-Африканской Республикой (ЮАР).

## История
С 1860 года на территорию ЮАР (в её современных границах) стали пребывать ирландские миссионеры. В те годы как Ирландия, так и часть Южной Африки были владениями Британской империи. В 1930 году премьер-министр Южно-Африканского Союза Джеймс Барри Герцог прибыл с официальным визитом в Дублин, где стороны достигли положительного решения по вопросу установления дипломатических отношений между странами. В то время связи между этими двумя неспокойными доминионами Британской империи были особенно крепкими, основанными также на том, что ирландские националисты симпатизировали бурам (участникам Англо-бурской войны), но обмен верховными комиссарами не состоялся в силу разных причин. В 1952 году Южно-Африканский Союз посетил с официальным визитом премьер-министр Ирландии Имон де Валера. Изначально обмену послами мешали финансовые трудности, но к 1960-м годам ирландские власти заняли принципиальную позицию против режима апартеида. В результате Ирландия была единственной страной Европейского союза, которая до 1993 года не имела полных дипломатических отношений с ЮАР. Обмен послами был осуществлён при президенте ЮАР Фредерике Виллеме де Клерке во время демонтажа режима апартеида, несмотря протесты ирландского движения против апартеида под руководством Кадера Асмала, который считал установление дипломатических отношений преждевременным. В 1994 году начало работать посольство Ирландии в Претории.
С начала 1960-х годов Ирландия решительно выступала против режима апартеида в Южной Африке. В 1988 году южноафриканский политик, находившийся под стражей как политический заключённый, Нельсон Мандела был награждён премией «Свободы города Дублина», которую он получил после освобождения в 1990 году. В ноябре 2003 года министр иностранных дел Ирландии Брайан Коуэн провёл встречу с президентом ЮАР Табо Мбеки и пообещал, что Ирландия во время председательства в Европейском совете в январе 2004 года обратит внимание ЕС на проблемы Африки.
В ноябре 2006 года вице-президент Южно-Африканской Республики Фумзиле Мламбо-Нгкука прибыла с официальным визитом в Дублин, где провела встречу с президентом Ирландии Мэри Макалис и премьер-министром Патриком Ахерном. Делегация Ирландии прибыла с целью изучить причины бурного экономического роста Ирландии, прозванной Кельтским тигром. В сентябре 2006 года министр Ирландии Микал Мартин посетил ЮАР, в ходе визита были подписаны контракты. В январе 2008 года ЮАР посетили Берти Ахерн и Мишель Мартин, был подписан контракт на сумму 4,5 млн. евро.

## Торговля
В 1994 году было создано правительственное агентство Ирландии для помощи странам третьего мира, под названием Irish Aid. С 2002 года ирландская компания Niall Mellon Township Trust участвует в развитии инфраструктуры ЮАР: в период с 2002 по 2010 год было построено 15 000 домов. В ноябре 2010 года президент Южной Африки Джейкоб Зума заявил, что Niall Mellon Township Trust выполняют уникальную и очень объемную работу. В 2006 году Южная Африка стала 33-м самым крупным торговым партнёром Ирландии. В 2008 году по данным Raidió Teilifís Éireann товарооборот между странами составил 500 млн евро.

## Дипломатические представительства
- Ирландия имеет посольство в Претории[14].
- У ЮАР имеется посольство в Дублине[15].